# HD119308
HD119308 — хімічно пекулярна зоря спектрального класу B9, що має видиму зоряну величину в смузі V приблизно  7,9.
Вона  розташована на відстані близько 596,3 світлових років від Сонця.

## Пекулярний хімічний склад
Зоряна атмосфера HD119308 має підвищений вміст 
Cr
.